# Goniaster tessellatus
Espèce
Goniaster tessellatus est une espèce d'étoiles de mer de la famille des Goniasteridae.

## Caractéristiques
C'est une étoile pentagonale, aux bras peu marqués, et à la silhouette très aplatie en « biscuit » et mesurant jusqu'à 10 cm de diamètre. Les plaques squelettiques sont grosses et angulaires, formant un carrelage dense sur la face dorsale. La tuberculation est très variable, autant sur les plaques marginales que sur les dorsales : les spécimens peuvent être totalement lisses ou presque entièrement hérissés de piquants coniques. Vivantes, ces étoiles sont généralement d'un rouge vif (parfois orangé), sur fond blanc.[réf. nécessaire]

## Habitat et répartition
On trouve cette espèce dans l'Atlantique tropical, des Caraïbes aux archipels ouest-africains,.

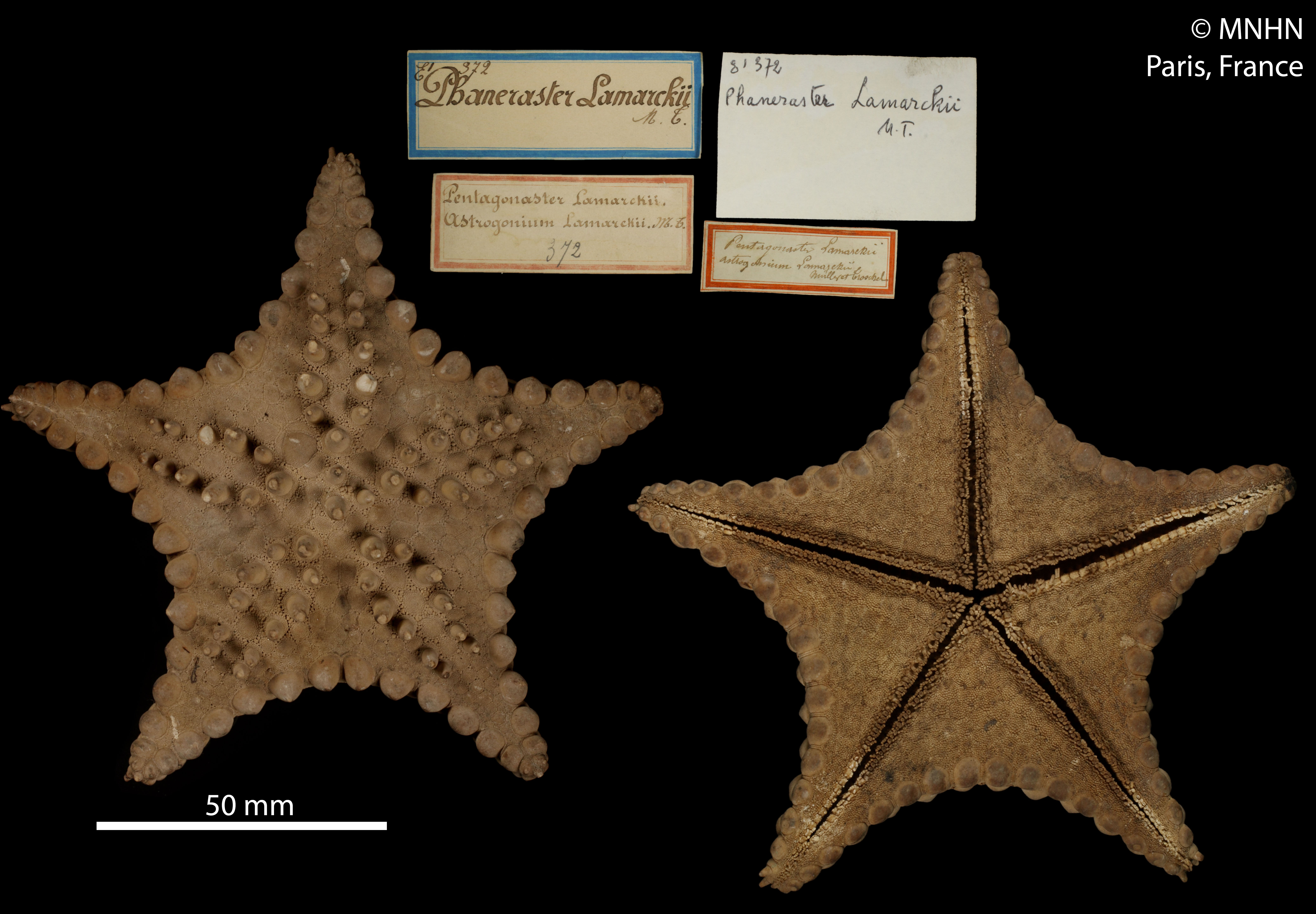
Spécimen en collection au MNHN
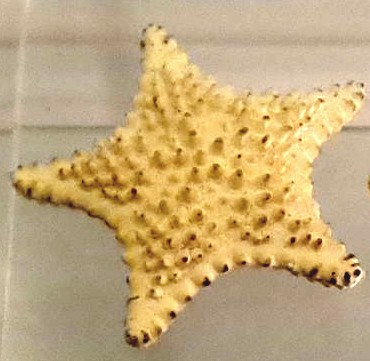
Spécimen du NHM
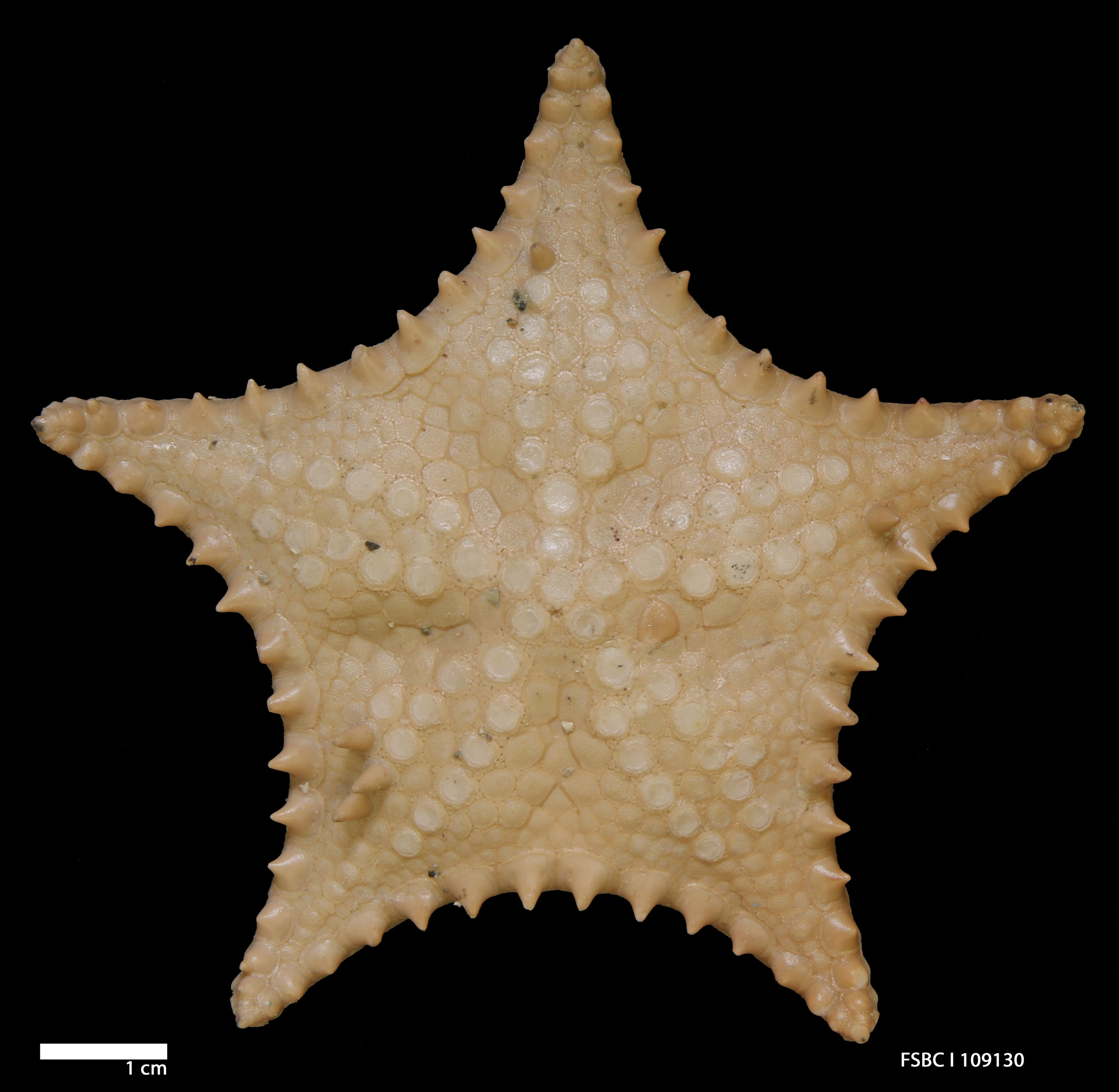
Spécimen du FWC
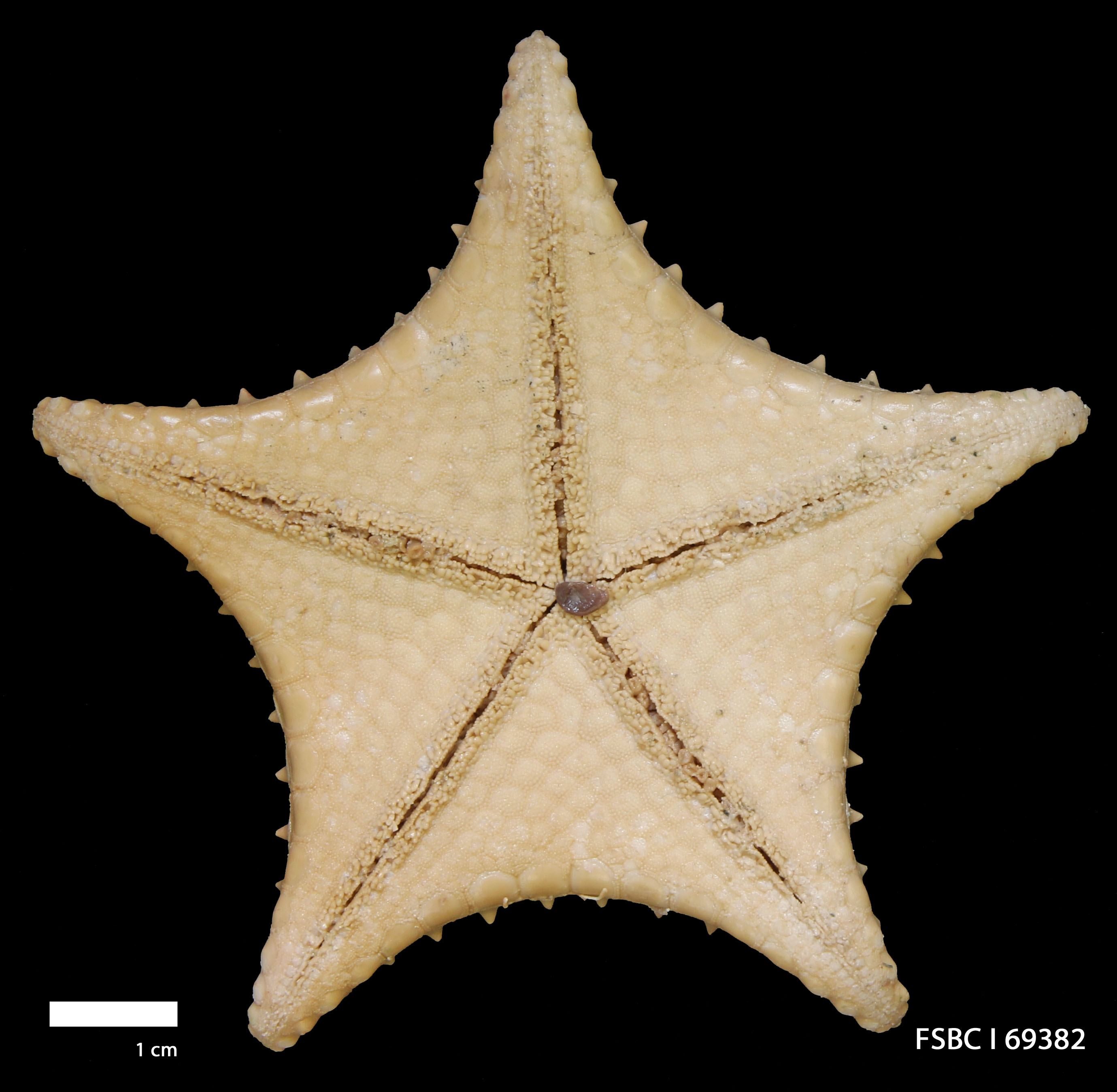
idem (face orale).